# Bertil Falk
Bertil Gustaf Emanuel Falk, född 21 maj 1933 i Stockholm, död 14 oktober 2023 i Malmö, var en svensk journalist, författare och utgivare. 
Falk var tidigare nattreporter på Kvällsposten. Han arbetade 1987–1989 som scriptwriter på TV3:s nyhetsredaktion i London. Falk nystartade 1969 Jules Verne-Magasinet som 1972 övergick till Sam J. Lundwall. Med början 1996 skrev Falk en lång rad deckare, thrillers och science fiction-böcker, men också ett antal läsarlotsar åt Bibliotekstjänst. Han har också översatt seriealbum och böcker inom samma genrer. Mellan 1990 och 2018 drev Falk företaget Zen Zat AB och han var redaktör för DAST-Magazine 1999–2003. Hans biografi om Feroze Gandhi, "Feroze the Forgotten Gandhi", som han arbetade med i nära 40 år, publicerades hösten 2016 av Roli Books i New Delhi. 2020 kom hans litteraturhistoria om science fiction på svenska ut i tre band under titeln "Faktasin". 2021 publicerades hans version av "Finnegans likvaka" av James Joyce, motsvarandegjord på svenska.

## Skrifter (urval)
- "Tripp i rymden" (Stockholms-Tidningen, 2 april 1946)
- Den maskerade ligachefen (Alibi-magasinet 51/1954, Romanförlaget)
- God morgon, demokrater! Sovit gott?: tre brev i författningsfrågan (Colibri, 1965)
- Atlantis och svenskarna (Lindqvist, 1974)
- Bortom vår verklighet: från Storsjöodjuret till flygande tefat (Lindqvist, 1975)
- Indien - framtidens supermakt (Teknikmagasinet 3/1984)
- Indien - framsteg med möda (Utrikespolitiska institutet 1991)
- Indien - den blivande stormakten (Utrikespolitiska institutet 1992)
- Mord på måfå: kriminalroman (Mälaröbörsen, 1996)
- Huvudlösen: thriller (Mälaröbörsen, 1996)
- Mord och orkidéer (Mälaröbörsen 1996)
- Rockslitaren (Mälaröbörsen 1996)
- Den djupfrysta livsgnistan (Mälaröbörsen 1996)
- Korsbefruktning (eller ... Den eldfängda ragan & finansministerns fall (Mälaröbörsen, 1997)
- Syndabocken (Mälaröbörsen 1997)
- De fyra flintskallarna: deckare (Zen Zat, 1998)
- 5 x Falk (Mälaröbörsen, 1998)
- Själamässa för en konstgjord: science fiction noveller (Paradishuset, 1999)
- Drakblod (Zen Zat 1999)
- Infranet: deckare (Zen Zat, 2000)
- Östan om solen: science fantasy (Zen Zat, 2001)
- Den laxfärgade blodlukten (Zen Zat, 2003)
- Under Slormors gröna sol: scientific romance (Zen Zat, 2004)
- "There Are No Pockets in Our Graveclothes" (EQMM September/October 2004)
- Gardar gåtlösarens sagor: en sword & mystery bok (Zen Zat, 2005)
- Påtänd av naturen: så nötter med Bertil Falk (Zen Zat, 2006)
- Novellen: en översikt (BTJ förlag, 2007)
- Litterära solitärer: essäer (BTJ förlag, 2008)
- Litterära odysséer: essäer (BTJ förlag, 2009)
- Liksom i en dröm: drömspelsdeckare (Zen Zat, 2009)
- Sagor om ringar: essäer (BTJ förlag, 2010)
- Mind-boggling mysteries of a missionary: short stories (Lawrenceville, GA: Lighthouse Christian Publishing, 2010)
- Den trepanerade verkligheten (Zen Zat, 2010)
- Järtecken (Zen Zat 2011)
- Amforor (Zen Zat 1912)
- Gardar Gåtlösaren (Förlaget Orda 2014)
- Black is Beautiful (Zen Zat 2015)
- Feroze the Forgotten Gandhi (Roli Books, New Delhi 2016)
- I stället för Herakleitos (Zen Zat 2016)
- Nedslag i tillvaron (Zen Zat 2017)
- Faktasin, band 1 (Aleph bokförlag 2020)
- Faktasin, band 2 (Aleph bokförlag 2020)
- A Mouthful of Eternity (Timaios Press 2020)
- Faktasin Band 3 (Aleph bokförlag 2020)
- Faktasin Band 1 ( (Myndigheten för tillgängliga medier 2020)

## Översättningar (urval)
- Hartley Howard: Cecilia är död (Death of Cecilia) (Lindqvist, 1955)
- Edmond Hamilton: Kapten Franks återkomst (JVM 4/1970)
- Comics: den stora serieboken. Vol. 5-8 (Illustrationsförl./Carlsen, 1973-1975)
- Edmond Hamilton: Kosmisk fara (The Quest Beyond the Stars) (Regal, 1975)
- Chester Gould: Dick Tracy: originalserie från 1940-43 (Hemmets journal, 1976)
- Christopher Finch: Den fantastiske Walt Disney Från Musse Pigg till Disneyland (Hemmets Journal AB, 1976)
- Edmond Hamilton: Kapten Frank och rymdkejsaren (Captain Future and the Space Emperor) (Pulp Press 1980)
- Will Eisner: Blinka lilla stjärna (Life on another planet) (Carlsen/if, 1983)
- Edward D. Hoch: Kristusmorden: detektivmysterier (Mälaröbörsen, 1997)
- John Dickson Carr: Bencolin: tre noveller (Per Olaisen, 2000)
- John Dickson Carr: Spelets regler (The Grandest Game in the World) (Per Olaisen 2001)
- Jacques Futrelle: Tankemaskinen (Per Olaisen, 2002)
- August Blanche: "Lars Blom and his Disappearing Gun" (AHMM September 2002)
- Besök i Allahs hus: (Ibn Jubayr, G, A. Wallin, Sir Richard Burton, C. Snouck Hurgronje (Zen Zat 2002)
- Jack London: Liv på drift: noveller (Gondolin, 2003)
- K.J. Prestwidge: Hej, det här är direktsändning!: dikter och aforismer (översatt tillsammans med Kathleen Joyce Prestwidge, Zen Zat, 2004)
- Aurora Ljungstedt: The Hastfordian escutcheon: the earliest detective fiction of Aurora Ljungstedt (Hastforska vapnet) (Sauk City, Wisconsin: The Battered Silicon Dispatch Box, 2005)
- Locked rooms and open spaces: an anthology: 150 years of Swedish crimes and mystery fiction of the impossible sort (collected and translated by Bertil Falk, Shelburne, Ont.: Battered Silicon Dispatch Box, 2007)
- Richard Francis Burton: Falkenering i Indusdalen (Falconry in the valley of the Indus) (Zen Zat, 2007)
- Jane Austen & Charlotte Brontë: Ungdomssynder (Zen Zat, 2008)
- Crime - the Swedish Way (NovellmästarnA, 2008)
- James Joyce: Finnegans likvaka: bok 1 Föräldrarnas bok: kapitel 1 Finnegans fall (transformulerad til swensko och förordad af Bertil Falk, Zen Zat, 2013)
- Finnegans likvaka, bok 1 (cd-rom, speltid 04:07:47 Myndigheten för tillgängliga medier, 2014)
- Ulf Durling: Hard Cheese,svensk titel: Gammal ost (Locked Rooms International 2015)
- Ulf Durling: "Windfall" (EQMM, november 2016)
- James Joyce "Finnegans Likvaka", motsvariggjord på svenska (Aleph 2021)